# 7436 Kuroiwa
A 7436 Kuroiwa (ideiglenes jelöléssel 1994 CB2) a Naprendszer kisbolygóövében található aszteroida. Endate Kin és Vatanabe Kazuró fedezte fel 1994. február 8-án.